# Fahrweid

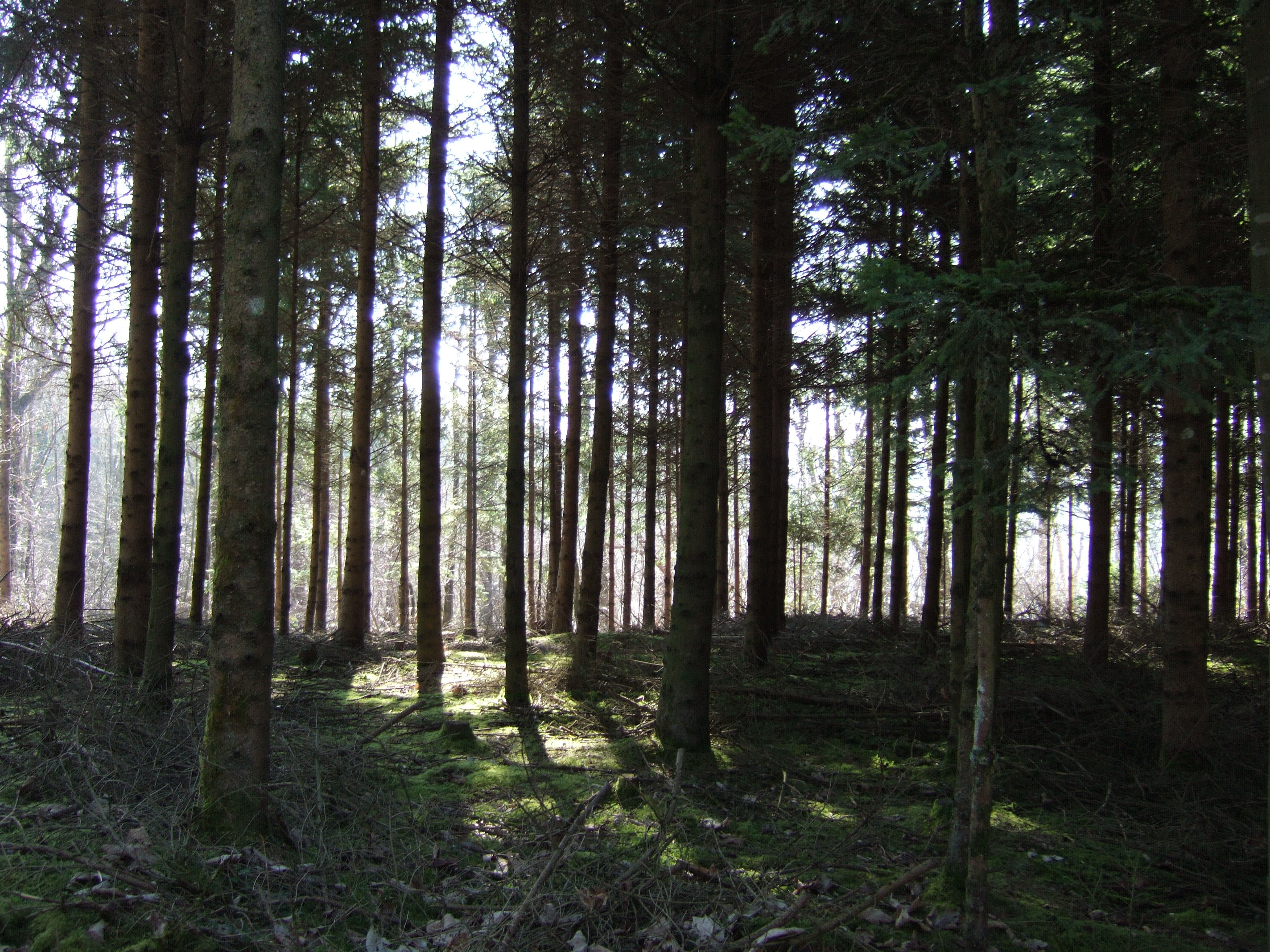
Im Wald zwischen der Fahrweid und Dietikon

Fahrweid ist ein Wohnquartier mit eigener Postleitzahl im Bezirk Dietikon (Kanton Zürich).

## Geschichte
Nach verschiedenen Hochwassern erfolgte 1880–1888 im Abschnitt Oetwil – Zürich die Kanalisierung der Limmat. Daraufhin wurde der seit 1832 bestehende Fährbetrieb Dietikon-Fahrweid 1897 durch die Limmatbrücke ersetzt.
1912 wurde ein Hochwasserdamm erstellt. Zur Materialgewinnung wurde der historische Wall der Wüstung Glanzenberg verwendet.
Die Poststelle wurde 1975 eingerichtet.

## Geographische Lage
Die Gemeindegrenze zwischen Weiningen ZH und Geroldswil verläuft mitten durch den Ort, wobei Fahrweid-Weiningen etwa 1700 Einwohner und Fahrweid-Geroldswil etwa 900 Einwohner besitzt.
Fahrweid liegt zwischen Dietikon, Weiningen ZH und Geroldswil.

## Schule
Die Primarschule im 1964 erbauten Schulhaus Fahrweid wird durch die Primarschulgemeinde Oetwil-Geroldswil betrieben, in deren Gemarkung es auch liegt. Die Anmeldung erfolgt jedoch in der Schulgemeinde, in welcher der Wohnsitz ist.

## Persönlichkeiten
- Albert Bunjaku (* 1983), Fussballspieler
- Janine Greiner (* 1981), Curlerin
- Carmen Schäfer (* 1981),  Curlerin